# Centro Histórico de Curitiba
O Centro Histórico de Curitiba, também chamado de Setor Histórico de Curitiba, é uma área da cidade brasileira de Curitiba, capital do estado Paraná, conhecida por abrigar um conjunto de edificações de importância histórica e cultural.
Compreende quinze quadras que pertencem aos bairros São Francisco e Centro, limitando-se ao entorno das praças Tiradentes, José Borges de Macedo, Generoso Marques, Garibaldi e João Cândido. Seu maior e mais conhecido espaço encontra-se no Largo Coronel Enéas, denominado popularmente como "Largo da Ordem".

## História

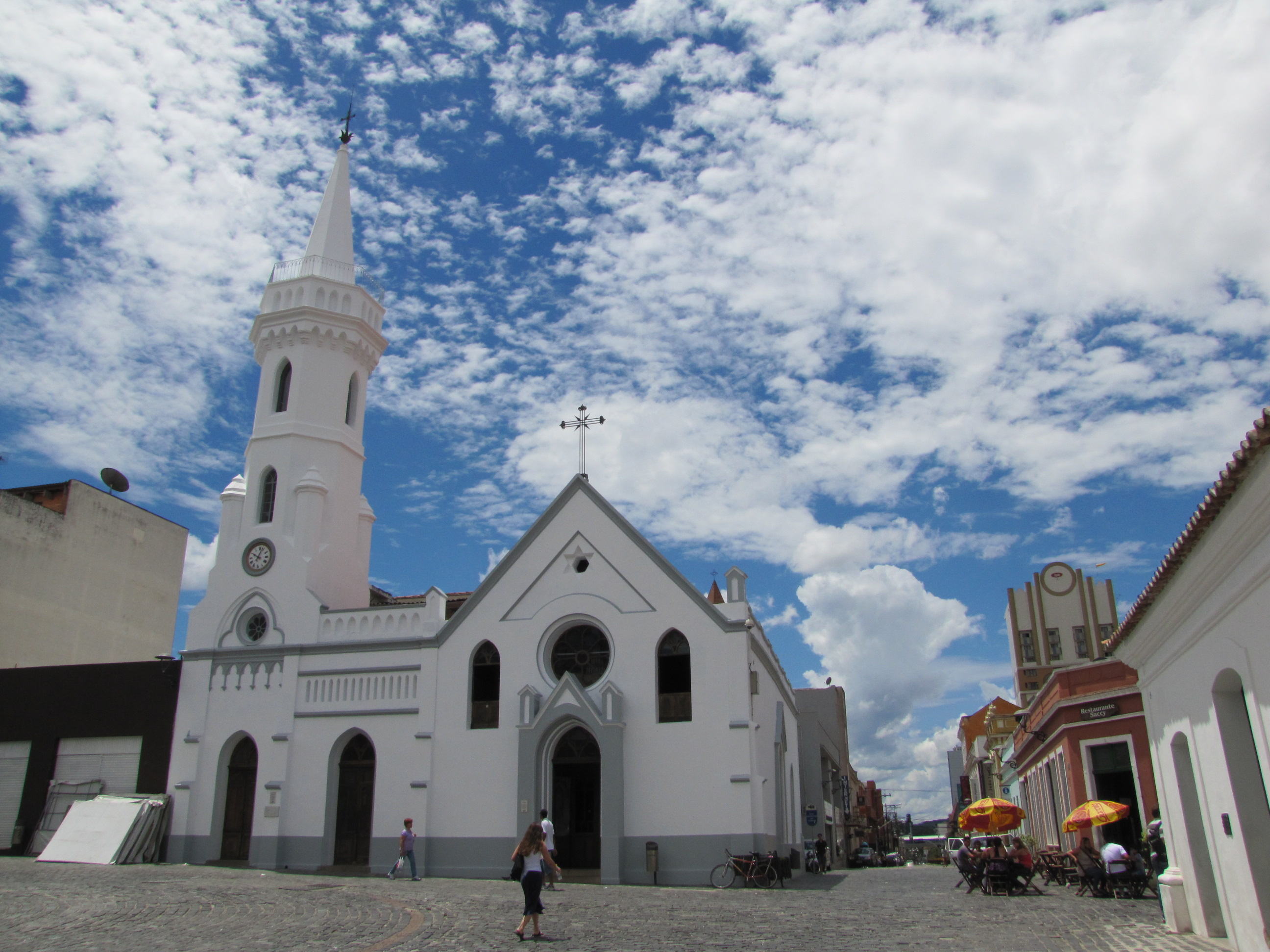
Igreja da Ordem Terceira de São Francisco das Chagas, sede do Museu de Arte Sacra da Arquidiocese de Curitiba

Sua história remonta ao século XVII, época da fundação oficial da Vila de Nossa Senhora da Luz dos Pinhais, no ano de 1693. Foi o início do povoamento do Primeiro Planalto Paranaense. 
A vila cresceu e ganhou importância, principalmente no comércio. No século XIX ocorreu o maior movimento migratório para o Paraná. Enquanto a cidade se expandiu e modernizou-se, o Centro Histórico preservou parte da arquitetura original. 
Em 1971 foi oficializado como "Setor Histórico de Curitiba", pelo Decreto 1.160, que regulamentou o uso e a ocupação de todos os seus espaços históricos instituídos em 1965, pelo plano diretor da cidade. Entre as edificações, algumas foram tombadas pelo patrimônio histórico municipal ou estadual e outras edificações são Unidades de Interesse de Preservação (UIP).

## Lendas
É cercado de lendas urbanas, algumas envolvendo as Ruínas de São Francisco. A mais conhecida trata da existência de uma série de túneis, que ligariam tal igreja inacabada às outras igrejas do Largo, bem como à catedral da cidade, ao Colégio Estadual do Paraná e aos clubes Concórdia e Garibaldi. Embora comprovada a existência de passagens secretas escondidas no subterrâneo da cidade, jamais se descobriu quais pontos elas exatamente ligam, tampouco a data da construção ou ao menos a finalidade.

## Largo da Ordem

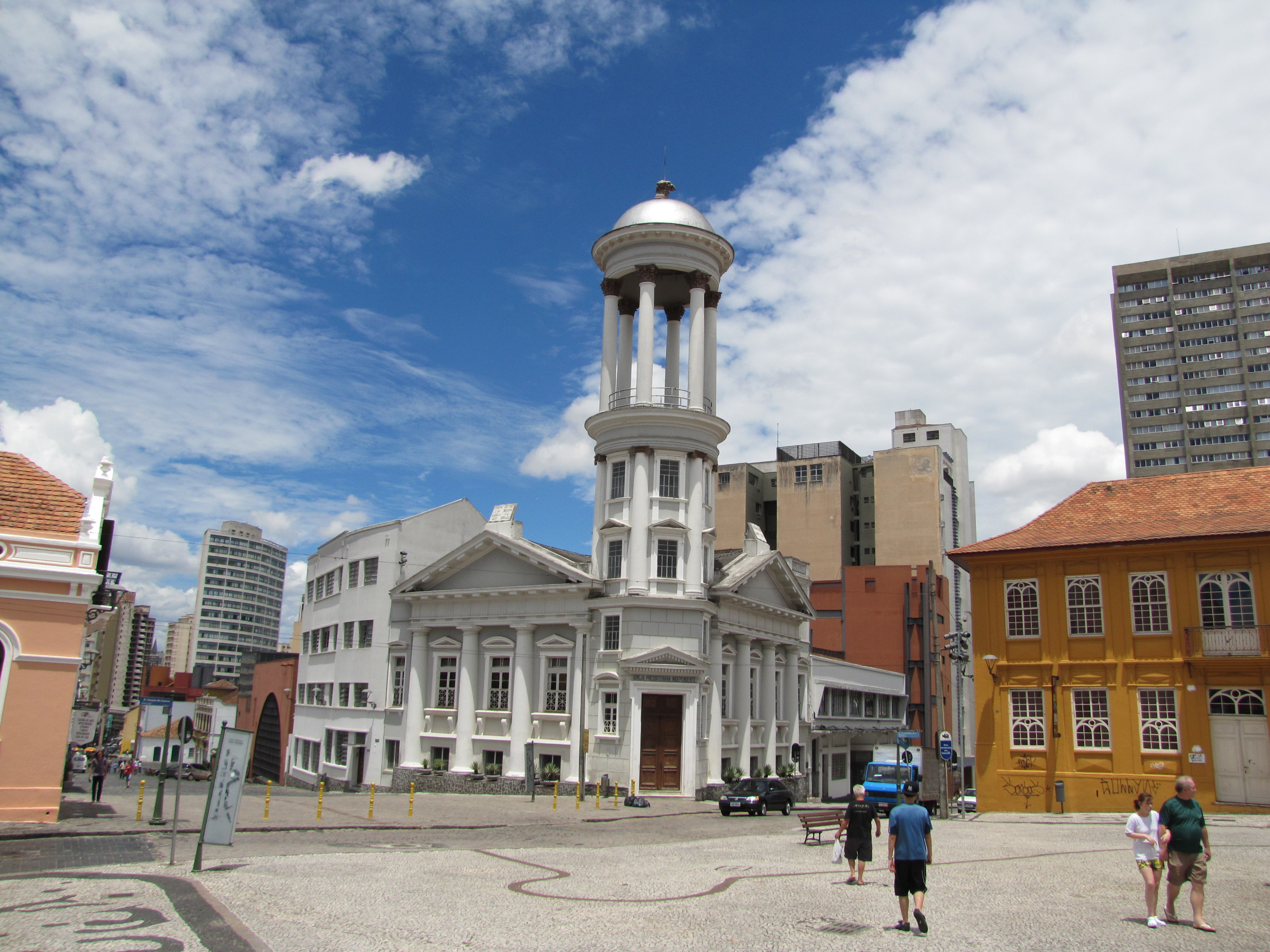
Igreja Presbiteriana Independente do Brasil

Conhecido popularmente como Largo da Ordem e considerado o coração do Centro Histórico de Curitiba, foi batizado no século XVIII como Páteo de Nossa Senhora do Terço. Posteriormente passou a se chamar Páteo de São Francisco das Chagas e em 1917, Largo Coronel Enéas, em homenagem ao coronel Benedicto Enéas de Paula.  
Desde o século XVIII, o largo foi palco de intenso e variado comércio, quando os colonos levavam de carroça produtos hortifrutigranjeiros para comercialização e compravam produtos nas casas comerciais. Os tropeiros e fazendeiros da região costumavam dar de beber a seus cavalos e mulas no bebedouro, ainda hoje existente, no centro do Largo da Ordem, em frente à Igreja da Ordem e a Casa Romário Martins. Datado de meados do século XVIII, é construído em pedra, com uma bacia metálica.
Sua arquitetura conta com influência portuguesa e alemã, esta com características mais urbanas.
Fechada para o tráfego de veículos na primeira gestão do então prefeito Jaime Lerner, tal região passou a receber mais atenção e cuidados por parte das autoridades locais. Com significativo papel histórico, cultural e social, têm nas suas imediações construções dos séculos XVIII e XIX, que atualmente encontram-se restauradas e adaptadas para utilização comercial.
Abrangendo a maior parte do Centro Histórico, nele encontram-se importantes e mais variadas construções, como a Igreja da Ordem, o Museu Paranaense, a Igreja do Rosário, a Catedral Basílica de Nossa Senhora da Luz, a Casa Romário Martins, a Igreja Presbiteriana, as Ruínas de São Francisco, a Sociedade Garibaldi, o Memorial da Cidade de Curitiba, o Museu de Arte Sacra, o Relógio das Flores e a Fonte da Memória.
No local, todos os domingos, desde 1973, ocorre a Feira do Largo da Ordem.  
É um tradicional ponto de encontro da população, pois além da feira dominical, abriga vários bares, pubs e restaurantes, alguns com comida típica dos imigrantes que participaram na formação do município.

## Prédio históricos
- Paço da Liberdade
- Palácio Belvedere
- Palácio Garibaldi
- Castelo da família Hauer
- Casa Vermelha
- Museu de Arte Sacra – MASAC
- Palacete Wolf
- Casa Hoffmann
- A centenária construção da Bella Vivenda
- Antiga Farmácia Stellfeld
- Palacete Tigre Royal
- Palácio Riachuelo
- Centenário Relógio da Rua Riachuelo

## Galeria de imagens

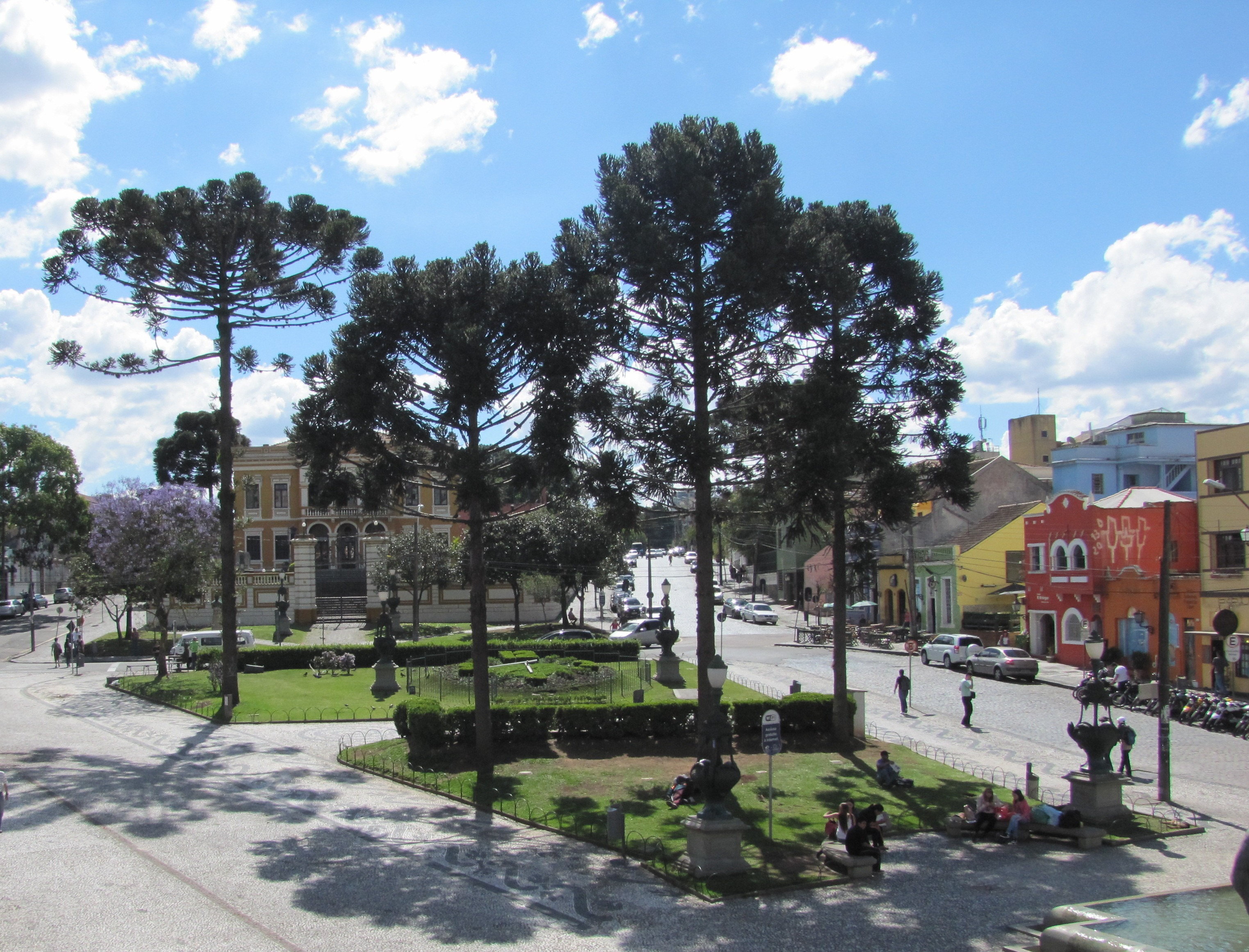
Vista parcial do Largo
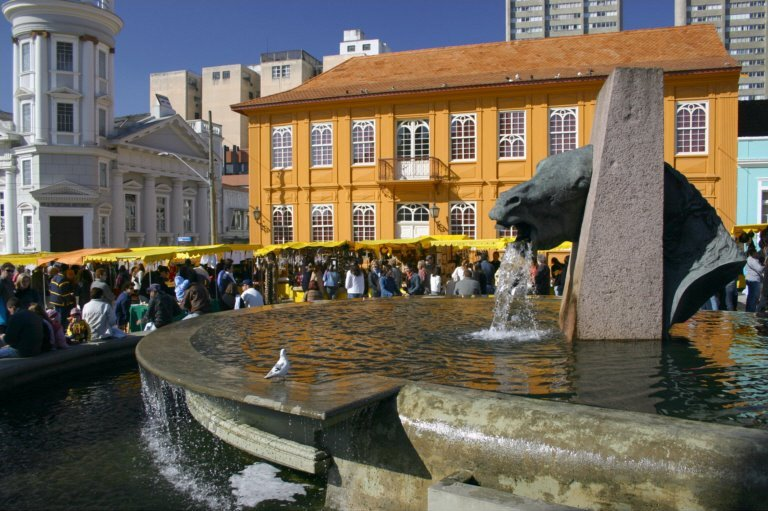
Feira do Largo da Ordem
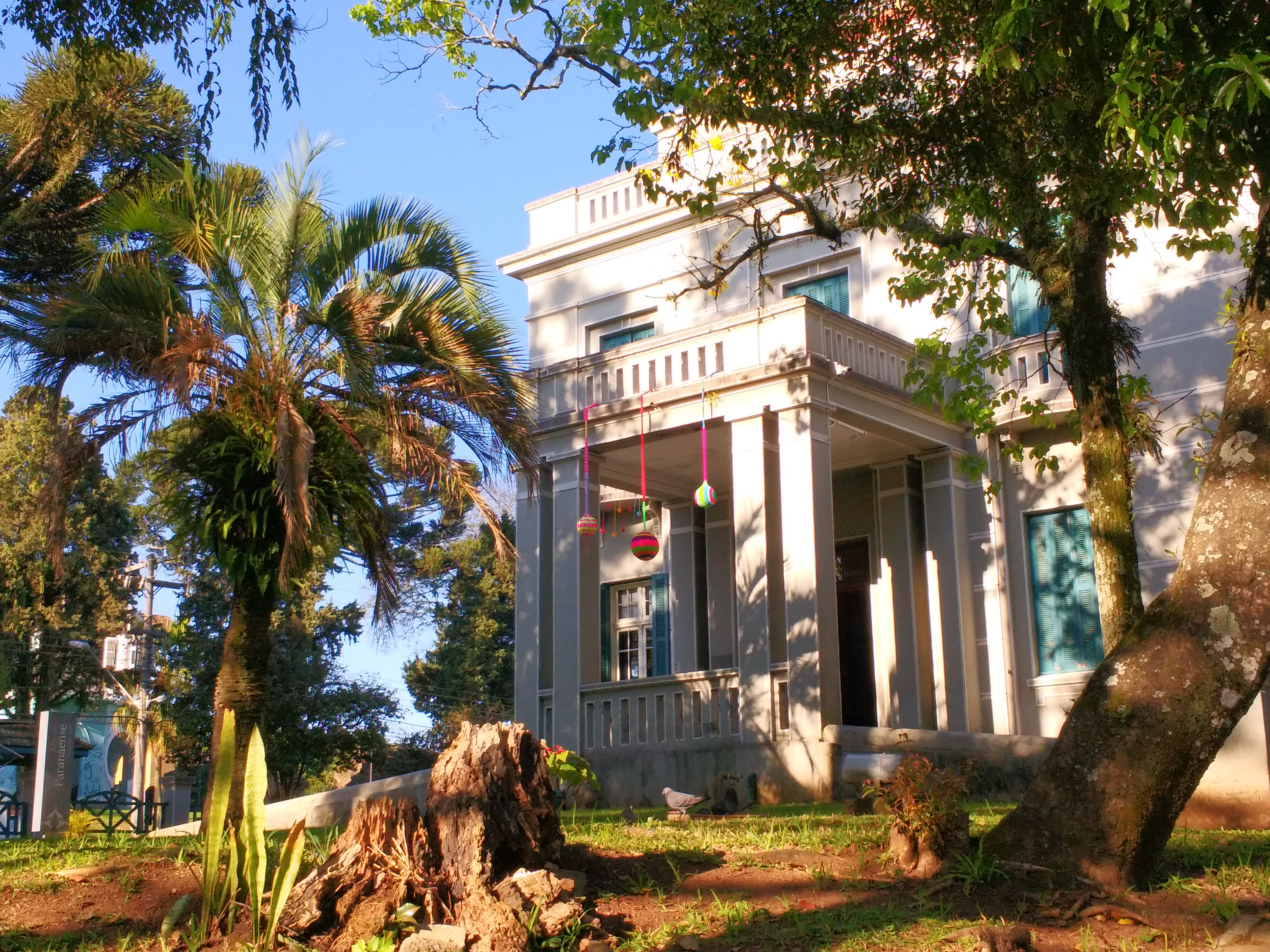
Museu Paranaense
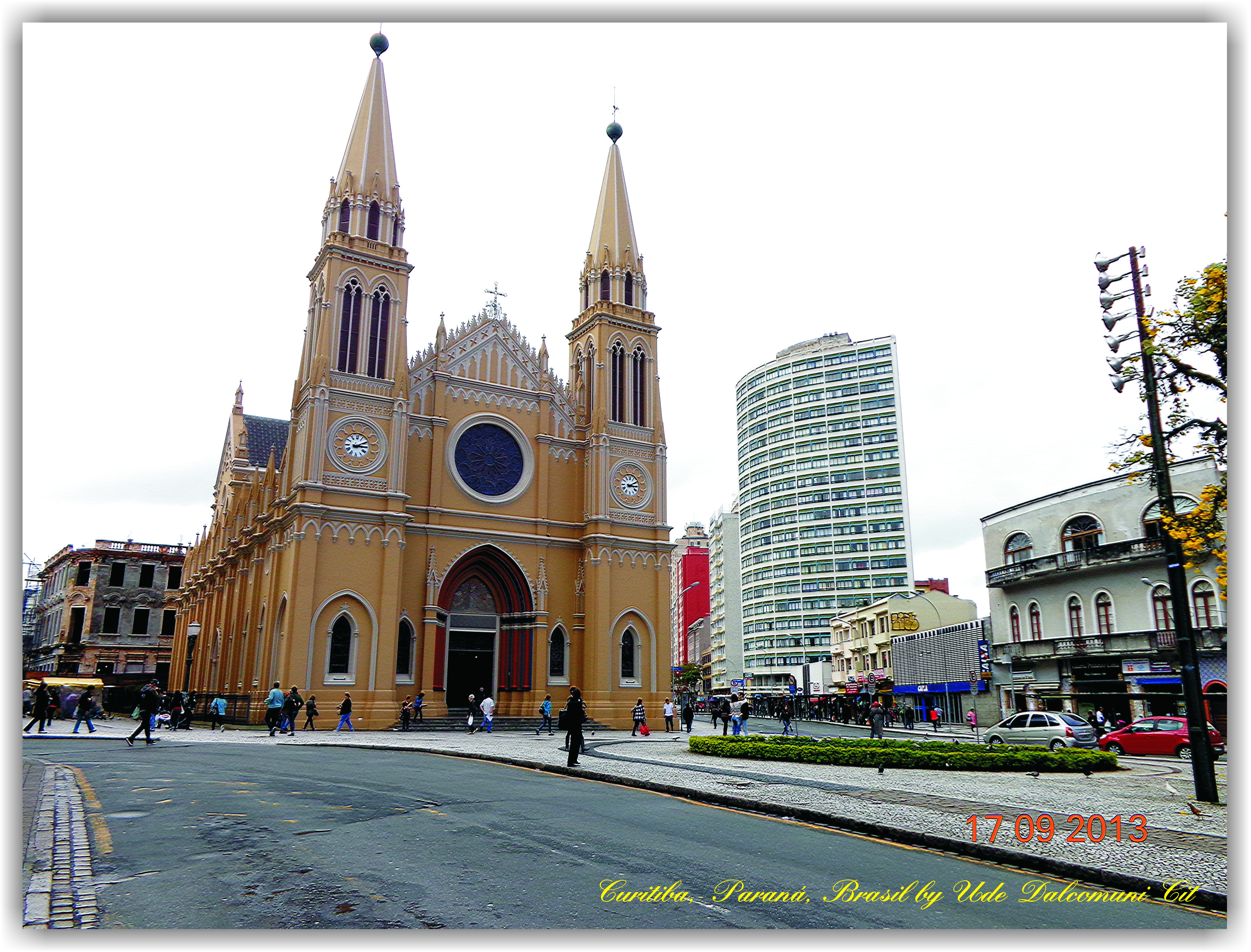
Catedral Basílica
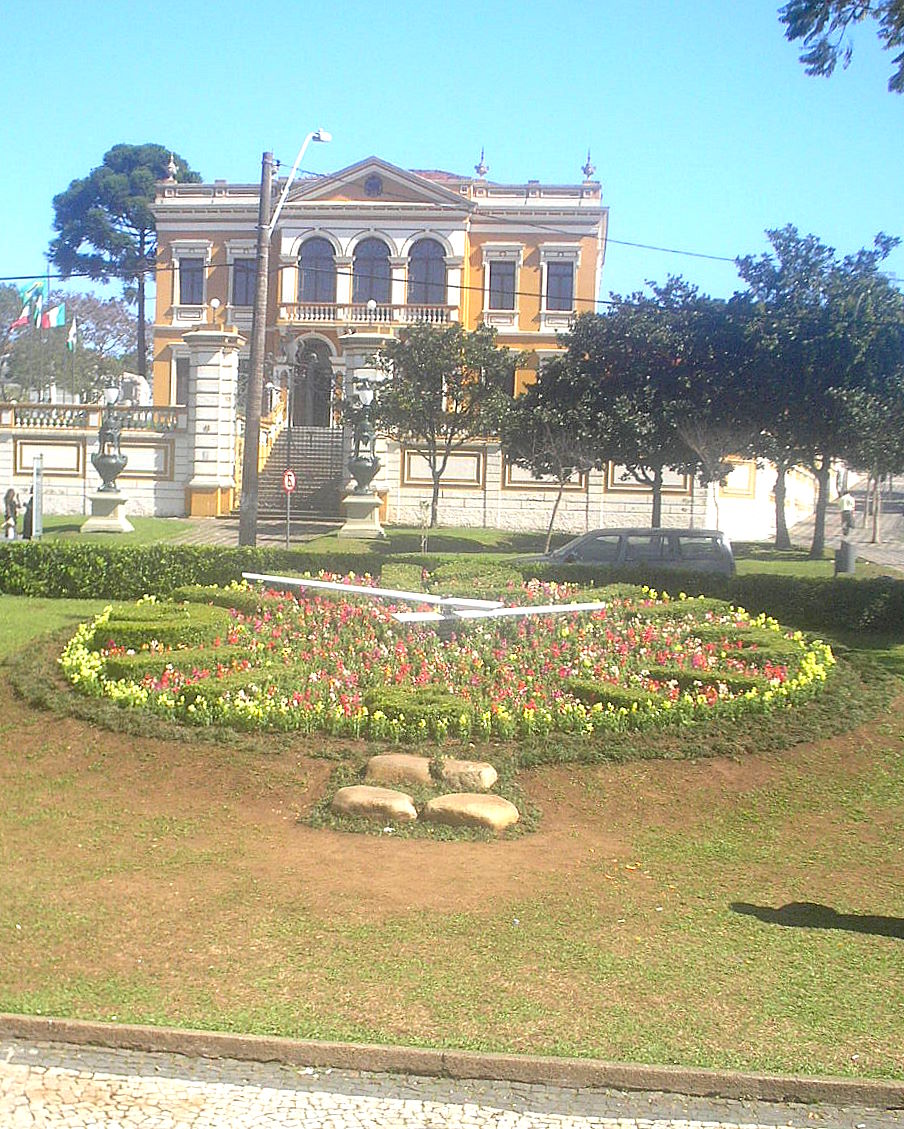
Relógio das Flores
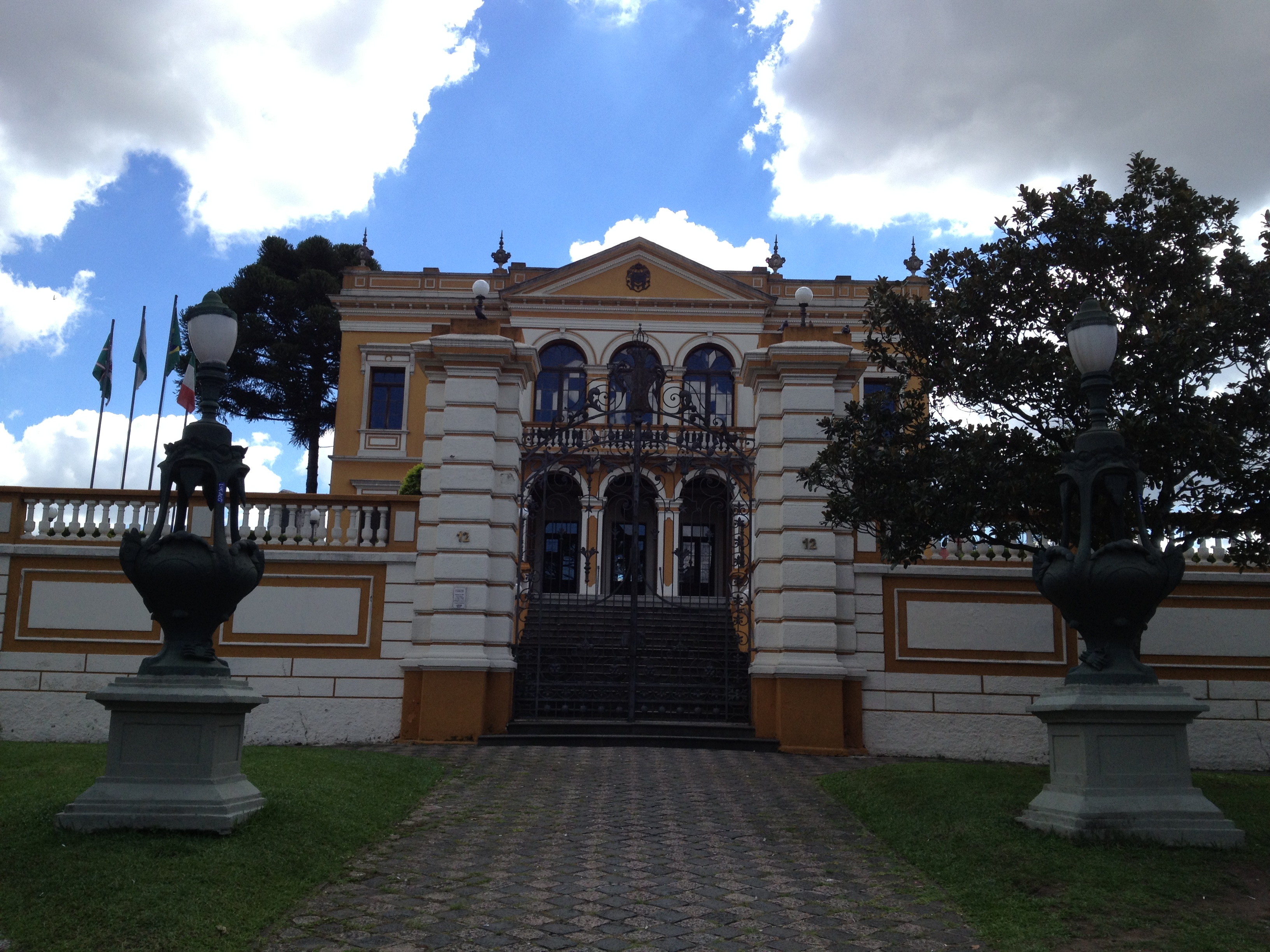
Palácio Garibaldi
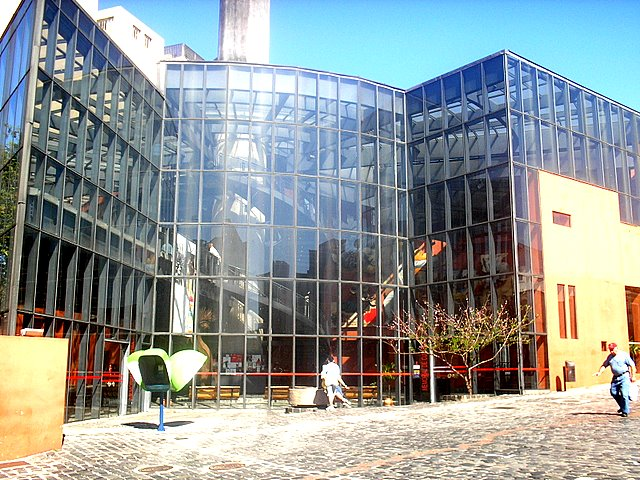
Memorial de Curitiba
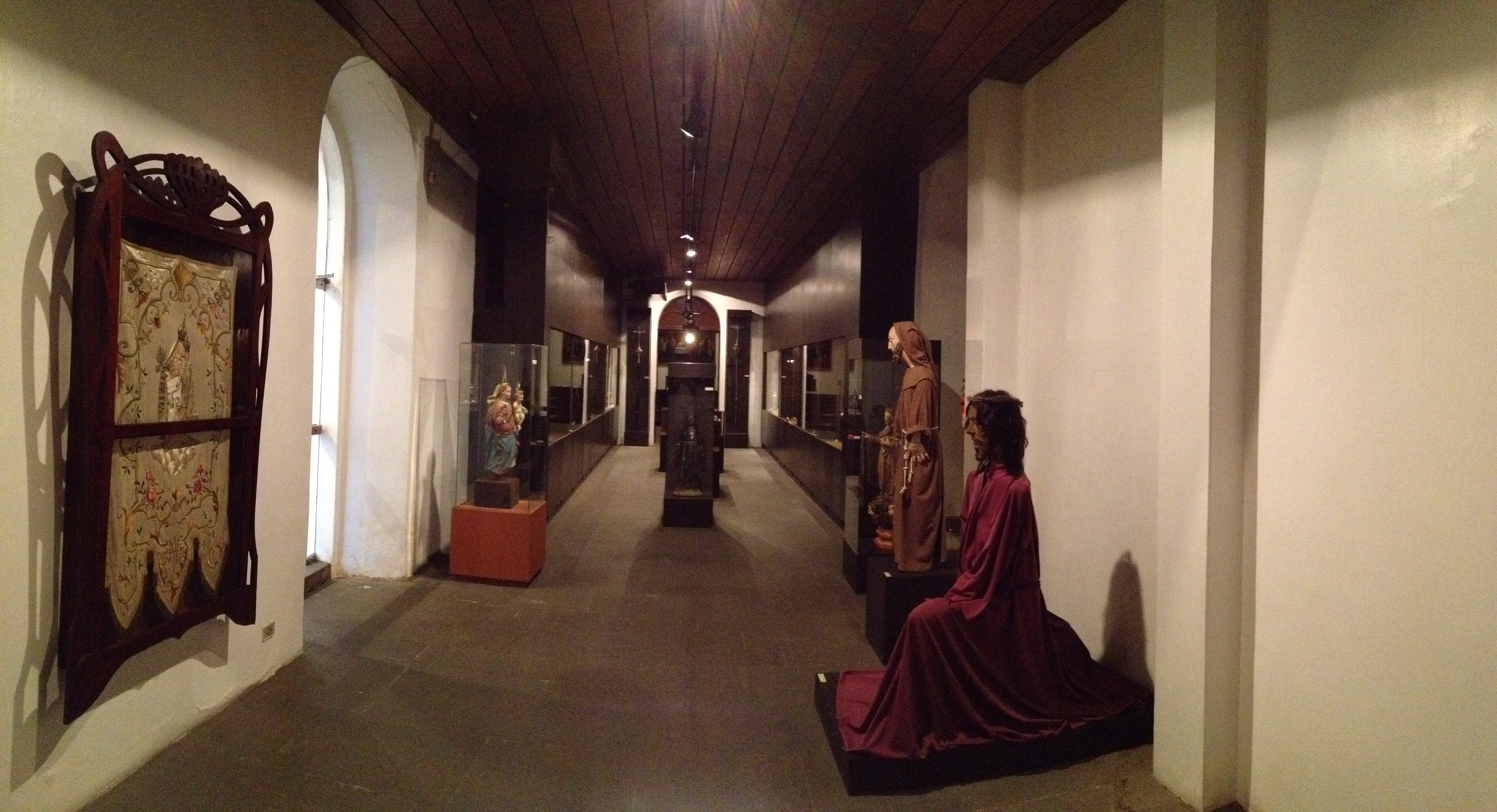
Museu de Arte Sacra